# Museo Yersin
El Museo Yersin es un museo de la ciudad de Nha Trang, Vietnam, dedicado a la memoria de Alexandre Yersin, el bacteriólogo franco-suizo, también conocido afectuosamente como Ông Năm por los vietnamitas.
El museo está ubicado en el 8-10 Tran Phu Boulevard, en la antigua casa de Yersin, dentro del Instituto Pasteur de Nha Trang.
El museo contiene una gran colección de cartas y equipos de investigación de Yersin, así como una descripción de sus contribuciones a la bacteriología, la medicina y la ciencia. Los objetos son exhibidos con subtítulos en francés, acompañadas de traducciones al inglés y al vietnamita. Está abierto de 8 a 11 horas y de 14 a 16:30 horas, de lunes a viernes, permaneciendo cerrado los sábados y domingos. La boleta de entrada cuesta 26 000 đồngs para adultos.